# Cerapteryx postnigrescens
Cerapteryx postnigrescens là một loài bướm đêm trong họ Noctuidae.